# Chris Dobson
Christopher C. „Chris“ Dobson (* 25. Dezember 1963 in Barnsley) ist ein englischer Badmintonspieler.

## Karriere
Chris Dobson gewann bei der Junioren-Europameisterschaft 1981 dreimal Bronze. Im gleichen Jahr siegte er noch als Junior bei den Hungarian International im Herrendoppel mit Dipak Tailor. 1982 wurde er nationaler Juniorenmeister. 1984 war er nochmals mit Tailor erfolgreich, diesmal jedoch bei den Irish Open und beim Victor Cup.

## Sportliche Erfolge
| Saison | Veranstaltung                             | Disziplin    | Platz | Name                          |
| ------ | ----------------------------------------- | ------------ | ----- | ----------------------------- |
| 1981   | Junioren-Europameisterschaft              | Herreneinzel | 3     | Chris Dobson                  |
| 1981   | Junioren-Europameisterschaft              | Mixed        | 3     | Chris Dobson / Gillian Gowers |
| 1981   | Junioren-Europameisterschaft              | Herrendoppel | 3     | Chris Dobson / Mike Parker    |
| 1981   | Hungarian International                   | Herrendoppel | 1     | Dipak Tailor / Chris Dobson   |
| 1982   | England: Einzelmeisterschaft der Junioren | Herrendoppel | 1     | Dipak Tailor / Chris Dobson   |
| 1984   | Irish Open                                | Herrendoppel | 1     | Dipak Tailor / Chris Dobson   |
| 1984   | Victor Cup                                | Herrendoppel | 1     | Dipak Tailor / Chris Dobson   |

## Referenzen
- Chris Dobson beim Badminton-Weltverband

| Personendaten    | Personendaten               |
| ---------------- | --------------------------- |
| NAME             | Dobson, Chris               |
| ALTERNATIVNAMEN  | Dobson, Christopher C.      |
| KURZBESCHREIBUNG | englischer Badmintonspieler |
| GEBURTSDATUM     | 25. Dezember 1963           |
| GEBURTSORT       | Barnsley                    |